# 사슬 조건
순서론에서 오름 사슬 조건(-條件, 영어: ascending chain condition, 약자 ACC)과 내림 사슬 조건(-條件, 영어: descending chain condition, 약자 DCC)은 부분 순서 집합이 만족시킬 수 있는 두 개의 유한성 조건이다.

## 정의
부분 순서 집합 {\displaystyle (P,\leq )}에 대하여 다음 조건들이 서로 동치이며, 이 조건을 오름 사슬 조건이라고 한다.
- {\displaystyle P}의 부분 집합 가운데, 만약 {\displaystyle p_{1}\leq p_{2}\leq \cdots }가 주어진다면, {\displaystyle p_{n}=p_{n+1}=p_{n+2}=\cdots }인 {\displaystyle n}이 존재한다.
- {\displaystyle P}의 부분 집합 가운데, 최소 원소를 가지는 사슬은 항상 유한 집합이다.
- {\displaystyle P}의 부분 집합 가운데, 공집합이 아닌 것은 항상 극대 원소를 갖는다.

부분 순서 집합 {\displaystyle (P,\leq )}에 대하여 다음 조건들이 서로 동치이며, 이 조건을 내림 사슬 조건이라고 한다.
- {\displaystyle P}의 부분 집합 가운데, 만약 {\displaystyle p_{1}\geq p_{2}\geq \cdots }가 주어진다면, {\displaystyle p_{n}=p_{n+1}=p_{n+2}=\cdots }인 {\displaystyle n}이 존재한다.
- {\displaystyle P}의 부분 집합 가운데, 최대 원소를 가지는 사슬은 항상 유한 집합이다.
- {\displaystyle P}의 부분 집합 가운데, 공집합이 아닌 것은 항상 극소 원소를 갖는다.

## 성질
모든 유한 부분 순서 집합은 오름 사슬 조건과 내림 사슬 조건을 만족시킨다.
전순서 집합에 대하여, 다음 두 조건이 서로 동치이다.
- 내림 사슬 조건을 만족시킨다.
- 정렬 집합이다.

## 예
자연수 {\displaystyle n}을, {\displaystyle n}개의 원소를 갖는 전순서 집합으로 간주하자. 그렇다면 분리합집합
{\displaystyle \bigsqcup _{n\in \mathbb {N} }n}
은 오름 사슬 조건과 내림 사슬 조건을 만족시킨다. 그러나 이 부분 순서 집합에서, 오름 사슬의 길이의 상한과 내림 사슬의 길이의 상한은 둘 다 무한대이다.
집합 {\displaystyle S}의 부분 집합들의 격자 {\displaystyle ({\mathcal {P}}(S),\subseteq )}를 생각하자. 그렇다면 다음 세 조건이 서로 동치이다.
- {\displaystyle {\mathcal {P}}(S)}는 오름 사슬 조건을 만족시킨다.
- {\displaystyle {\mathcal {P}}(S)}는 내림 사슬 조건을 만족시킨다.
- {\displaystyle S}는 유한 집합이다.

## 역사
이 조건들은 다비트 힐베르트와 에미 뇌터, 에밀 아르틴이 환의 아이디얼들의 격자를 연구하기 위하여 도입하였다.

## 같이 보기
- 뇌터 환
- 아르틴 환